# Colmo (araldica)
In araldica il termine colmo indica un capo ridotto in altezza della metà.

Colmo d'oro (Binasco)
D'azzurro, allo scaglione d'oro, accompagnato in capo da due rose d'argento e in punta da una conchiglia dello stesso, al colmo ondato d'oro (Morsang-sur-Orge, Francia)
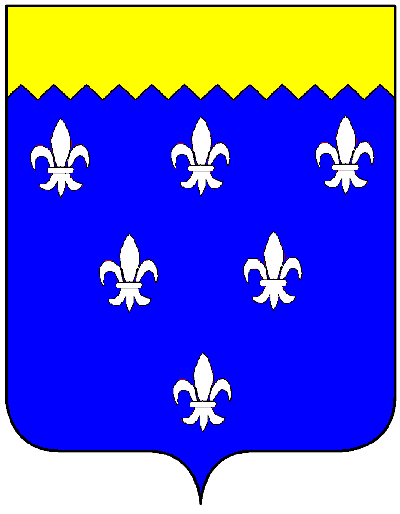
D'azzurro, a sei gigli d'argento, posti 3, 2 e 1; al colmo dentato d'oro (famiglia Kemmerer Dalburg)
Di rosso, al colmo indentato d'argento (stemma del Bahrein)